# Cretopolisi csata
A Cretopolisi csata Nagy Sándor "utódai" közti háborúk során, Kr.e. 319-ben,  Antigonosz Monopthalmusz és a Perdiccan frakció maradványai között zajlott. Cretopolis közelében, Pisidiában, Kis-Ázsiában (Anatóliában) vívták, újabb jelentős győzelmet hozva az Antigonidáknak, az évben már a másodikat. 

## Háttér
Nagy Sándor Kr.e 323-ban bekövetkezett halála után hadvezérei azonnal civakodni kezdtek, kié legyen hatalmas birodalma. Hamarosan a viszály nyílt háborúvá fajult, és minden tábornok megkísérelte megszerezni Sándor birodalmának egy részét. Az egyik legtehetségesebb hadvezér (Diadochi) Antigonosz Monophthalmosz volt, akit az ostrom során elvesztett szeme miatt neveztek el így. A Birodalom második felosztása, az ún. Triparadisusi felosztás (Kr. e. 321-ben) után Antipáter, a Birodalom új kormányzója Antigonosz sztratégoszt Ázsia elhagyására utasította, és megbízta a Perdikkan frakció maradványainak felkutatásával és megsemmisítésével. Antigonosz átvette a Királyi Hadsereg parancsnokságát, és miután Antipáter európai hadseregének megbízhatóbb csapataival megerősítették, kis-ázsiai ellenségei ellen vonult.  Előbb Kappadókiába vonult Eumenész ellen, akit az orkiniai csatában győzött le . Eumenész Nora erődjébe menekült, ahol Antigonosz letartóztatta . 
Nora ostromát egy alárendeltjére hagyva  Antigonosz ezután a megmaradt Perdikkánok ellen indult, akik Pisidiában, egy Cretopolis nevű város közelében gyűjtötték össze erőiket. Alketasz (Perdiccas testvére), Attalosz (Perdiccas sógora), Polemon (Attalosz testvére) és Dokimosz egy hágóban  gyülekeztek Cretopolis közelében. Antigonosz a meglepetésszerű támadás mellett döntött, és hét nap alatt (közel 300 mérföldet menetelve) Cretopolisba vonultatta seregét.  Ily módon Antigonosz teljesen meglepte ellenségeit: az első jel, hogy Antigonosz a közelben van, az elefántjai trombitálása volt.  Először is Antigonosz bevett néhány dombot Alketas pozíciójára néző kilátással. 

## Csata
A Perdikkánokat teljesen felkészületlenül érte a hágóval szembeni, oldalirányú valamint a szárnyon a hágóra néző dombokról való támadás . Attalosznak és Dokimosznak hagyva a falanx felállítását, Alketas kezébe vette a lovasság és a peltasztészek irányítását s megtámadta Antigonosz csapatait a gerincen, kétségbeesetten próbálta megfutamítani őket.  A hegygerincért vívott harc során Antigonosz 6000 lovast küldött a hágóba, oldalba támadva Alketaszt; aki ekkor visszaszorult a gerincről, alig jutva vissza a falanxhoz,  mindeközben emberei nagy részét is elvesztette.  A Perdikkánok szerencsétlenségére nem volt elég idejük falanx felállítására, és Antigonosz lovassági rohamával szemben embereik egyszerűen megadták magukat. 

## Következmények
Alketasnak sikerült megszöknie a hozzá különösen hűséges pisidiaiak gárdájával, és eljutott a szinte bevehetetlen Termesszosz városába (itt öngyilkos lett, mikor meghallotta, hogy a város lakossága azt tervezi, hogy átadják őt Antigonosznak); Bajtársai, Attalosz, Polemon és Dokimosz Antigonosz fogságába esett  a hadsereg többi tagjával együtt, közel 16 000 gyalogossal és 900 lovassal.  Antigonosz így elkönyvelhette, hogy megsemmisítette a Perdikkan-frakciót, de sajnos számára Eumenész még nem fejezte be a galiba-okozást. 
 